# 岡田文江
岡田 文江（おかだ ふみえ、1917年 - 2008年1月28日）は、元・大阪勤労者演劇協会事務局長。 本名は小出文江（こいでふみえ）。

## 略歴
大阪府出身。 
1949年（昭和24年）、全国初の会員制演劇鑑賞団体として大阪労演を結成、2007年（平成19年）12月の解散まで事務局長を務める。
1995年（平成7年）、「大阪文化賞」を受賞。
2001年（平成13年）、長年舞台芸術を支えた裏方に贈られる「ニッセイ・バックステージ賞」を受賞。
2008年（平成20年）、多臓器不全のため91歳で死去。